# ستيفن دياز (لاعب كرة قدم)
ستيفن دياز (بالإنجليزية: Steven Diaz)‏ (11 مايو 1986 في الولايات المتحدة - ) هو لاعب كرة قدم أمريكي في مركز حراسة المرمى. لعب مع F.C. New York ‏ وNew York Cosmos (2010) ‏ وBrooklyn Knights ‏ وOcala Stampede ‏.

## وصلات خارجية
- ستيفن دياز على موقع قاعدة بيانات كرة القدم.إي يو (الإنجليزية)